# Voïvodie de Stanisławów
Pour les articles homonymes, voir Stanisławów.
1920–1939

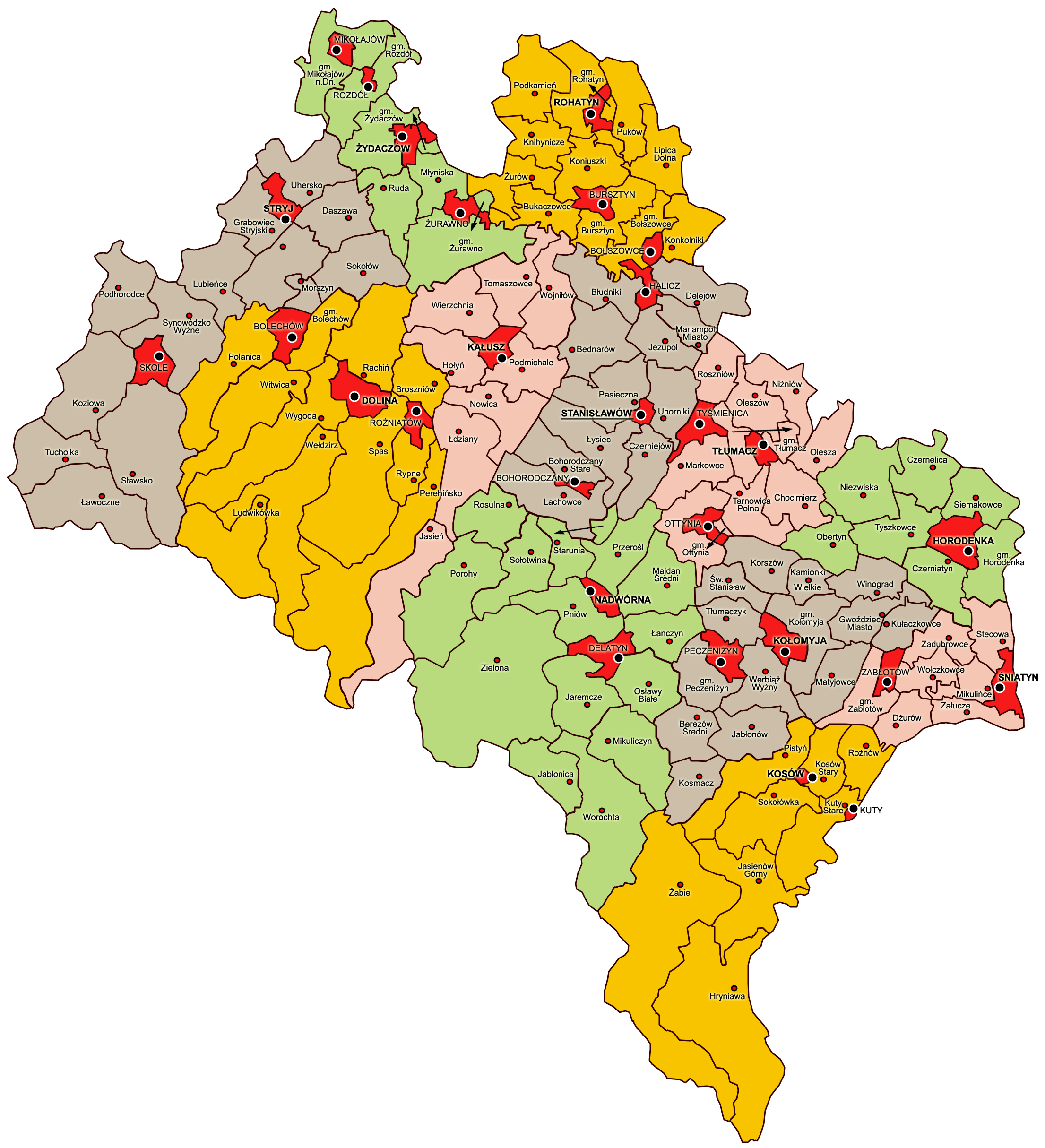
Carte administrative, 1938

La voïvodie de Stanisławów est une ancienne division administrative de la Pologne de 1920 à 1939.

## Population
- Polonais : 332 175 (22,4 %)
- Ukrainiens et Ruthènes : 1 018 878 (68,8 %)